# Aydın (Name)
Aydın ist ein türkischer männlicher und weiblicher Vorname mit der Bedeutung „hell“, „klar“ oder „gebildet“. Der Vorname tritt auch sehr oft als Familienname auf. In Aserbaidschan kommt Aydin als männlicher Vorname vor.

## Namensträger

### Osmanische Zeit
- Aydın Reis († 1535), Pirat und osmanischer Admiral

### Männlicher Vorname
- Aydın Bağ (* 1993), türkischer Fußballspieler
- Aydın Boysan (1921–2018), türkischer Architekt, Autor und Kolumnist
- Aydın Canel (* 1942), türkischer Konteradmiral
- Aydın Çetin (* 1980), deutsch-türkischer Fußballspieler
- Aydın Doğan (* 1936), türkischer Unternehmer
- Aydın Engin (1941–2022), türkischer Regisseur, Journalist und Kolumnist
- Aydın Esen (* 1962), türkischer Musiker
- Aydın Güleş (* 1944), türkischer Fußballspieler und -trainer
- Aydın Güven Gürkan (1941–2006), türkischer Politikwissenschaftler und Politiker
- Aydin Gürlevik (* 1980), deutscher Politiker
- Aydın Hüseynov (1955–2003), aserbaidschanischer Schachspieler
- Aydın Karabulut (* 1988), deutsch-türkischer Fußballspieler
- Aydın Kurtoğlu (* 1983), türkischer Popmusiker
- Aydın Polatçı (* 1977), türkischer Ringer
- Aydın Tohumcu (1943–2003), türkischer Fußballspieler und -trainer
- Aydın Toscalı (* 1980), türkischer Fußballspieler
- Aydın Yelken (1939–2022), türkischer Fußballspieler
- Aydın Yılmaz (* 1988), türkischer Fußballspieler

### Familienname
- Adem Aydın (* 1987), türkischer Fußballspieler
- Adnan Aydın (* 1956), türkischer Fußballspieler
- Akif Aydin (* 1978), deutscher Schauspieler und Fernsehjournalist
- Ali Aydın (Fußballspieler) (* 1990), türkischer Fußballtorhüter
- Ali Kemal Aydın (* 1965), türkischer Diplomat
- Ali Mert Aydın (* 1998), türkischer Fußballspieler
- Anil Aydin (* 2000), deutscher Fußballspieler
- Aras Aydın (* 1989), türkischer Schauspieler
- Attila Murat Aydın (1970–2003), deutsch-türkischer Graffiti-Künstler und Rapper
- Aynur Aydın (* 1985), türkische Sängerin
- Burak Aydın (* 1995), türkischer Fußballspieler
- Cafer Aydın (* 1971), türkischer Fußballspieler und -trainer
- Canberk Aydın (* 1994), türkischer Fußballspieler
- Deniz Aydin (* 1986), deutscher Tischtennisspieler
- Ela Aydin (* 1999), deutsche Taekwondokämpferin
- Emanuel Aydın (* 1947), türkischer syrisch-orthodoxer Chorepiskopos
- Emre Aydın (* 1981), türkischer Rockmusiker
- Emre Aydın (Fußballspieler) (* 1995), türkischer Fußballspieler
- Erdoğan Aydın (* 1957), türkischer Journalist und Historiker
- Eren Aydın (* 1982), türkischer Fußballspieler
- Ersin Aydın (* 1990), türkischer Fußballspieler
- Eyüp Aydın (* 2004), deutscher Fußballspieler
- Fatih Nuri Aydın (* 1995), türkischer Fußballspieler
- Furkan Aydın (* 1991), türkischer Fußballspieler
- Gazanfer Aydın (* 1988), türkischer Fußballspieler
- Hamit Aydın (* 1995), türkischer Fußballspieler
- Hasan Basri Aydın (1935–2023), türkischer Autor und Menschenrechtsaktivist
- Hayrettin Aydın (* 1961), deutscher Historiker und Turkologe
- Hüseyin-Kenan Aydın (* 1962), deutscher Politiker
- İbrahim Serdar Aydın (* 1996), türkischer Fußballspieler
- Julius Hanna Aydın (* 1947), aramäischer Geistlicher, Erzbischof der Syrisch-Orthodoxen Kirche in Deutschland
- Kadriye Aydın (Juristin) (* 1970), türkisch-deutsche Juristin, Vorstandsmitglied des Interkulturellen Rats in Deutschland
- Kadriye Aydın (Leichtathletin) (* 1995), türkische Hochspringerin
- Kelime Aydın-Çetinkaya (* 1982), türkische Skilangläuferin
- Kemal Aydın (1934–2019), türkischer Fußballspieler
- Kerem Aydin (* 1999), deutscher Laiendarsteller
- Kubilay Aydın (* 1975), türkischer Fußballtorhüter
- Mehmet Aydın (* 1943), türkischer Politiker
- Mehmet Aydin (Fußballspieler) (* 1988), deutsch-türkischer Fußballspieler
- Mehmet Can Aydin (* 2002), türkisch-deutscher Fußballspieler
- Merve Aydın (* 1990), türkische Leichtathletin
- Metin Aydın (* 1993), türkischer Fußballspieler
- Mirkan Aydın (* 1987), deutsch-türkischer Fußballspieler
- Musa Aydın (* 1980), türkischer Fußballspieler
- Oğuz Aydın (* 2000), türkischer Fußballspieler
- Okan Aydın (* 1994), deutscher Fußballspieler
- Özgün Aydın (* 1984), türkischer Schauspieler
- Pınar Aydın (* 1981), türkische Schauspielerin un Sängerin
- Polycarpus Augin Aydın (* 1971), türkischer Geistlicher, Metropolit in den Niederlanden
- Recep Aydın (* 1990), türkischer Fußballspieler
- Selçuk Aydın (* 1983), türkischer Boxer
- Sevim Aydin (* 1972), deutsche Politikerin (SPD), MdA
- Şenay Aydın (* 1983), türkische Schauspielerin
- Ümit Aydın (* 1980), türkischer Fußballspieler
- Vahide Aydın (* 1968), österreichische Politikerin
- Yaşar Aydın (* 1971), türkisch-deutscher Sozialwissenschaftler
- Ziya Aydın (* 1979), türkischer Fußballtorhüter

## Varianten
- Eraydın, Günaydın